# Protopterus annectens
Protopterus annectens é o nome científico do peixe pulmonado africano. A espécie possui duas subespécies descritas:
- Protopterus annectens annenctens
- Protopterus annectens brieni